# Lista Petera Pilza
TERAZ – Lista Pilza (niem.: JETZT – Liste Pilz), wcześniej znany jako Lista Petera Pilza (Liste Peter Pilz), to partia polityczna w Austrii. Partię założył były parlamentarzysta Zielonych, Peter Pilz.

## Historia
Pilz zrezygnował z członkostwa w Zielonych po nieudanych próbach uzyskania czwartego miejsca na liście partii w nadchodzących wyborach parlamentarnych. Następnie Pilz utworzył własną listę wyborczą. 
W wyborach parlamentarnych w 2017 r. Lista Petera Pilza uzyskała 4,4% głosów i osiem miejsc w Austriackiej Radzie Narodowej.
4 listopada 2017 r. Pilz zrezygnował z mandatu posła w związku z oskarżeniami o napaść na tle seksualnym.

## Wyniki wyborów
| Rok wyborów | Liczba głosów | % głosów | Liczba Miejsc | Rząd     |
| ----------- | ------------- | -------- | ------------- | -------- |
| 2017        | 223,543 (5.)  | 4.4%     | 8/183         | Opozycja |
| 2019        | 87,971 (6.)   | 1.9%     | 0/183         | Brak     |